# 좀개구리밥
좀개구리밥은 천남성과에 속하는 여러해살이풀이다. 전 세계 열대에서 온대에 걸쳐 널리 분포하며 물 위에 떠서 자란다. 습지, 논에 서식한다

## 생태
엽상체는 도란상 넓은 타원형이며 길이 3-5mm, 나비 2-4mm이다. 양 끝이 둔하고 표면 한쪽 중앙에 돌기가 있으며 3개의 맥이 있다. 뒷면 중앙에는 관속이 없는 1개의 뿌리가 있고 끝에 뿌리골무가 있다. 뒷면 좌우에 1개씩의 낭체가 자란다. 이 낭체 안에서 새싹이 자라서 모체와 연결된 채로 물에 뜬다. 꽃은 8월에 피고 백색이며 1개의 포 안에 2개의 수꽃과 1개의 암꽃이 들어 있다. 꽃덮이가 없고 수꽃은 1개의 수술, 암꽃은 1개의 암술로 되어 있다.